# Walter Junghans
Walter Junghans (Hamburg, 26 oktober 1958) is een Duits voormalig voetballer en keeperstrainer die speelde als doelman.

## Carrière
Junghans speelde in de jeugd van Victoria Hamburg en maakte in 1976 zijn debuut voor de ploeg. Hij speelde er een seizoen en vertrok naar Bayern München waar hij bleef spelen tot in 1982 waarmee hij twee keer landskampioen werd en een keer de beker won. Hij maakte in 1982 de overstap naar FC Schalke 04 waar hij vijf seizoenen bleef spelen. In 1987 vertrok hij naar Hertha BSC waar hij speelde tot in 1994, daarna speelde hij nog voor Bayer Leverkusen en Fortuna Köln.
Hij speelde geen interland voor West-Duitsland maar maakte wel deel uit van de selectie die het Ek voetbal 1980 wonnen. Hij nam ook deel met de ploeg aan de Olympische Spelen in 1984 waar hij twee wedstrijden speelde.
Na zijn spelerscarrière werd hij keeperstrainer bij verschillende clubs in Europa.

## Erelijst
- Bayern München
  - Landskampioen: 1980, 1981
  - DFB-Pokal: 1982
- West-Duitsland
  - EK voetbal: 1980

1 Schumacher ·
2 Briegel ·
3 Cullmann ·
4 K. Förster ·
5 Dietz  ·
6 Schuster ·
7 B. Förster ·
8 Rummenigge ·
9 Hrubesch ·
10 Müller ·
11 Allofs ·
12 Memering ·
13 Bonhof ·
14 Magath ·
15 Stielike ·
16 Zimmermann ·
17 Del'Haye ·
18 Matthäus ·
19 Votava ·
20 Kaltz ·
21 Junghans ·
22 Immel ·
Coach: Derwall